# Rémanence thermomagnétique
La rémanence thermomagnétique désigne l’enregistrement d’un champ magnétique par un matériau ferromagnétique lorsque celui-ci se refroidit et passe d’une température supérieure à une température inférieure à son point de Curie.
Lors de cette transition, les moments magnétiques des atomes qui composent le matériau s’alignent pour créer un dipôle magnétique.